# Вирусное видео
Ви́русное видео — видео, которое распространяется пользователями Интернета за счёт добровольного размещения на своих страницах, ресурсах, а также посредством функции «поделиться с другом». Обычно это осуществляется через веб-сайты, социальные медиа и e-mail.
Вирусное видео часто бывает юмористическим и снимается по сценарию, подобному телевизионным комедиям, хотя может содержать просто удачно заснятый момент или нелепую ситуацию. Примером вирусного видео в России можно считать ролик под названием «Язь», который за первую же неделю собрал огромное количество просмотров и набрал ещё большую популярность после того, как пользователи Интернета сделали многочисленные пародии и ремиксы данного видео.
Распространение телефонов с камерами позволило любителям снимать множество видеороликов. Доступность недорогих или бесплатных видеоредакторов, а также платформ для публикации позволяет сделать вирусным видео, снятое на мобильный телефон, и распространять его по электронной почте или сайтам, а также между телефонами по Bluetooth или MMS. Эти любительские видео, как правило, некоммерческие, предназначенные для просмотра друзей или семьи. Видео становятся вирусными часто неожиданно, поэтому даже при целенаправленной съемке ролика подобного типа вирусный эффект достигается не всегда.

## История возникновения
Идеи и человеческое поведение, которое делает видео вирусным, были известны человечеству ещё с доисторических времен, их социологические аспекты изучаются в контексте мимиотики и семиотики. Вирусное видео распространяется с так называемым эффектом «сарафанного радио», что активно используется маркетинговыми компаниями. Люди чаще доверяют тому, что передается из уст в уста, без помощи искусственного «посева», именно так и распространяется вирусное видео.
Первыми каналами распространения такого типа роликов стали YouTube, Funny or Die и другие, сейчас же практически любой видеохостинг содержит подборки вирусных видеороликов, до этого такие видео рассылались по e-mail. Один из самых первых вирусных роликов — «The Spirit of Christmas» — был снят в 1995 году. В 1996 году появился ролик «Dancing baby», это видео было выпущено как пример 3D-визуализации персонажей.
Вирусное видео обычно содержит какую-то зацепку, суть, которая привлекает внимание зрителей. Такие зацепки в дальнейшем могут продолжать распространяться в интернете даже вне самого видео, превращаясь в мем. Часть подобных видео относится к разряду челленджей. В последнее время благодаря тому, что цифровая техника стала доступна каждому, произошел всплеск вирусного видео, в основном на таких площадках, как YouTube.

## Социальные проявления

### Интернет-знаменитости
Такие веб-сайты, как YouTube, часто создают интернет-знаменитостей, людей, которые стали популярны благодаря видео, которые они делают у себя дома, и не только, например Мисс Кейти и Мистер Макс. Иногда широкое распространение таких видео имеет неожиданные последствия: благодаря видео из различных источников, которые распространялись вирусно, многие интернет-знаменитости стали популярны и в реальной жизни.

### Продвижение групп и музыки
YouTube сыграл большую роль в карьере многих музыкантов. Многие — как независимые музыканты, так и крупные компании — используют видеохостинги для продвижения видео. Видеокампания «Бесплатные обнимашки» (Free Hugs Campaign), в которой использовалась музыка группы Sick Puppies, принесла популярность как самой кампании, так и группе, и спровоцировало появление подобных акций по всему миру.

### Образование
Вирусные видео часто используются в образовательных целях. В марте 2007 школьный учитель Джейсон Смит создал TeacherTube, сайт, на котором сейчас доступно более 54 000 обучающих видео.

## Сайты, на которых размещаются вирусные ролики
| - Barely Political - Rutube - Vimeo - Break.com - CollegeHumor - eBaum’s World - Fail Blog - Funny or Die - Google Video - JibJab | - LiveLeak - Metacafe - Newgrounds.com - Nico Nico Douga - trizzy66 - Veoh.com - WorldStar HipHop - YouTube |